# Frankfurter Häuserkampf

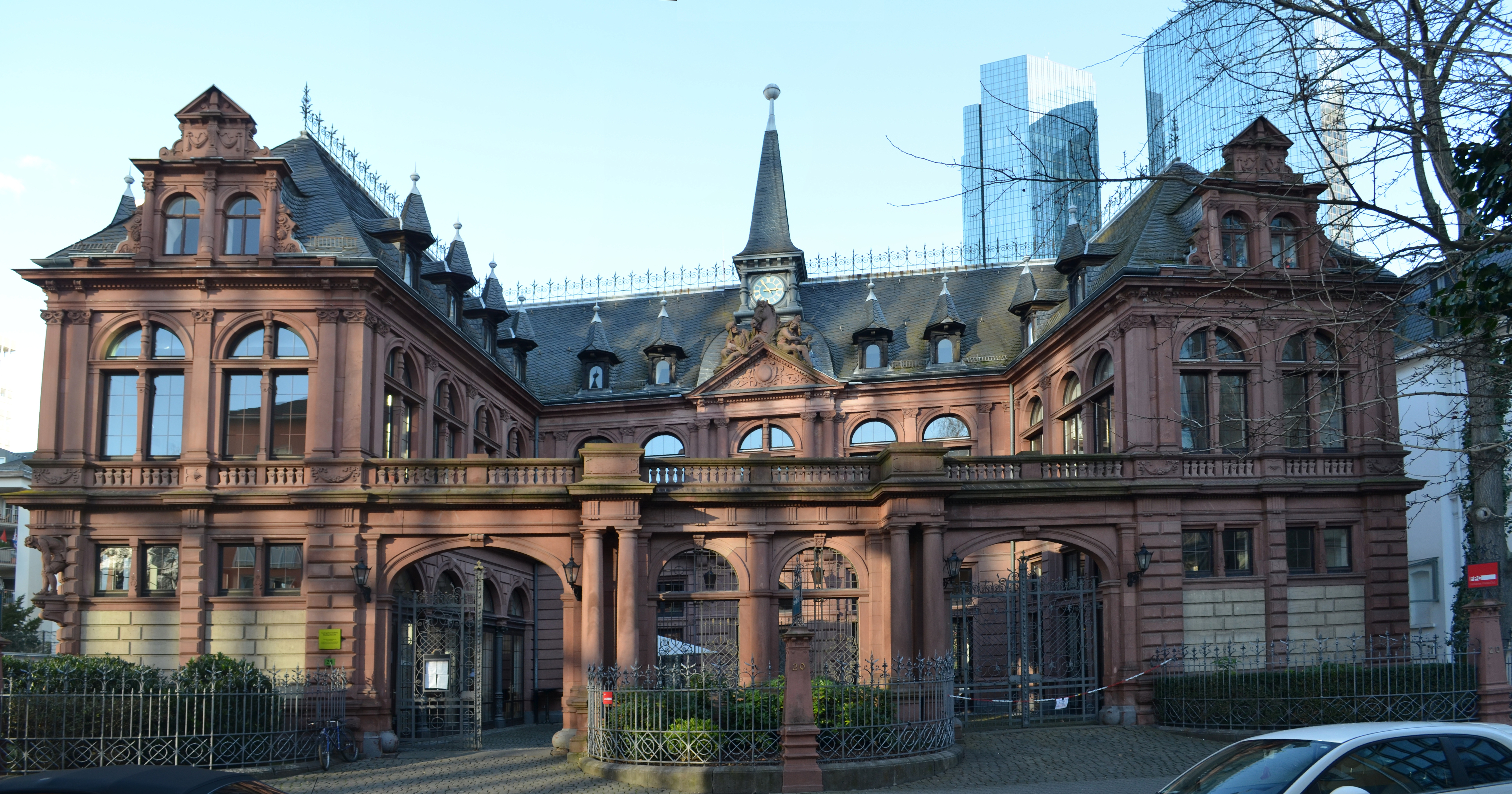
Der um 1880 erbaute Livingstonsche Pferdestall an der Ecke Ulmenstraße/Kettenhofweg entging nur knapp dem Abriss für ein Bürohochhaus. Er wurde 1978 von der Stadt erworben, ist heute Sitz der Aktionsgemeinschaft Westend und dient als Bürgertreff und Restaurant.

Der Frankfurter Häuserkampf umfasste Protestbewegungen, Kundgebungen und Demonstrationen der Frankfurter Spontiszene in den frühen 1970er-Jahren. Die Proteste richteten sich in erster Linie gegen die Grundstücksspekulationen im Frankfurter Westend und die damit verbundene Verdrängung der Wohnbevölkerung (Gentrifizierung).
Der Häuserkampf markiert den Beginn der deutschen Hausbesetzerbewegung und den Anfang vom Ende einer bürgerfernen Stadtplanung. Die Entwicklung partizipativer Planungsmodelle erhielt durch den „Frankfurter Häuserkampf“ entscheidende Impulse. Im betroffenen Stadtteil Westend selbst war die Bewegung dagegen nur teilweise erfolgreich: Während viele der abrissbedrohten Gründerzeitvillen gerettet und der Bau weiterer Bürohochhäuser gestoppt werden konnte, setzte sich die Vertreibung der Bewohner durch Büromieter weiter fort.

## Ausgangssituation
Das kriegszerstörte Frankfurt am Main übernahm nach dem Zweiten Weltkrieg anstelle Berlins mehrere Hauptstadtfunktionen für die neugegründete Bundesrepublik. Vor allem in wirtschaftlicher Hinsicht gewann Frankfurt an Bedeutung, was mit einem Schub für die Stadtentwicklung einherging. Die sich in Frankfurt ansiedelnden Unternehmen lösten einen Flächenbedarf aus, der über die Wiederherstellung der Vorkriegsbestände hinausging.
Nachdem gegen Ende der 1950er-Jahre die meisten Freiflächen innerhalb der eigentlichen Innenstadt, also der zentrale und westliche Teil der Neustadt innerhalb der Wallanlagen, bebaut waren, stellte sich die Frage nach der Erschließung von so genannten City-Erweiterungsgebieten. Wegen der seit Mitte des 19. Jahrhunderts mit Bau der Westbahnhöfe entstandenen „Westlastigkeit“ der Frankfurter City boten sich hierfür die zwei westlich an die Neustadt angrenzenden, gründerzeitlichen Innenstadtbezirke an: das Bahnhofsviertel und das Westend. Beide galten durch die Nähe des Bahnhofs, breit ausgebaute Straßen und eine gute Verbindung zum Flughafen als gut erschlossen.
Das Bahnhofsviertel ist ein verdichtetes, urbanes Innenstadtviertel mit gründerzeitlicher Blockbebauung. Die Nutzungsdichte war durch die fünf- bis sechsgeschossigen Vorderhäuser und die verbreitete Hinterhofbebauung bereits hoch und kaum erweiterbar. Die Einwohnerzahl war rückläufig, die Zahl der Arbeitsplätze stieg an. Im Bahnhofsviertel entstanden so unter anderem die Konzernzentralen der Dresdner Bank und von Philipp Holzmann. Diese beiden Unternehmen waren die einzigen, die im Bahnhofsviertel der 1960er- und 1970er-Jahre Hochhäuser errichteten.
Für Handel, Banken und Versicherungen war das benachbarte Westend interessanter als das bereits weitgehend geschäftlich genutzte Bahnhofsviertel. Wie das Bahnhofsviertel wies auch das Westend vergleichsweise geringe Bombenschäden auf. Es war im 19. Jahrhundert jedoch nicht als innerstädtisches Geschäftsviertel, sondern als Wohnviertel des Großbürgertums entstanden. Für eine erheblich kleinere Stadt geplant, lag es aufgrund der folgenden rasanten Stadtentwicklung nun mitten in der Großstadt. Durch die Inflationszeit, die Ermordung der Frankfurter Juden im Dritten Reich, die Kriegs- und Nachkriegswirren und die einsetzende Suburbanisierung des Bürgertums war die ursprüngliche Sozialstruktur weitgehend abhandengekommen. Um 1960 war das Westend zum großen Teil ein „einfaches“ Wohngebiet.
Die zwei- bis dreigeschossigen klassizistischen, gründerzeitlichen und Jugendstilvillen mit ihren großen Gärten waren jedoch, wenn auch oft in schlechtem baulichen Zustand, weitgehend erhalten geblieben. Dieser Umstand machte das Westend einerseits zu einem der schönsten und historisch wertvollsten Frankfurter Stadtteile, andererseits – angesichts der zentralen Lage und der geringen Nutzungsdichte – in den Augen der Stadtplanung und der Politik zum idealen City-Erweiterungsgebiet.
1962 hatte Oberbürgermeister Werner Bockelmann in seiner Festrede zur Eröffnung des Zürich-Hauses am Opernplatz genau dies angekündigt. Es wurde auf einem Grundstück der Familie Rothschild errichtet, das die Stadt Frankfurt 1938 in der Zeit des Nationalsozialismus in ihren Besitz gebracht und nach anhaltendem Widerstand 1960 zurückerstattet hatte. Zwei Drittel, den heutigen Rothschildpark, behielt sie, ein Drittel ging an die Erben, wobei zum Ausgleich eine Ausnutzung zugestanden wurde. Diese verkauften das zurückgegebene Gelände an die Zürich-Versicherung und die Berliner Handels-Gesellschaft, die dort Bürohochhäuser errichteten. Der Bau des Zürich-Hochhauses am Anfang der Bockenheimer Landstraße bildete den Auftakt zum Ansturm von Bauherren und Investoren auf das Westend und wurde von einer Welle der Bodenspekulation gefolgt.

## Investoren, Stadtplaner und der „Fingerplan“
Getrieben von einem massiven Investoreninteresse entwickelte die sozialdemokratische Stadtverwaltung, vertreten durch den Baudezernenten Hans Kampffmeyer und den Leiter der Stadtplanung Hans-Reiner Müller-Raemisch, 1968 ein informelles Planwerk zur Erweiterung der Citynutzungen in das Westend hinein: den sogenannten Fingerplan. Er sah vor, das Westend nicht flächendeckend umzugestalten, sondern die Büronutzungen in neuzubauenden Hochhäusern entlang fünf Entwicklungsachsen zu konzentrieren. Vom Opernplatz als „Handteller“ ausgehend sollte dies (im Uhrzeigersinn) die Taunusanlage bzw. die Mainzer Landstraße, den Kettenhofweg, die Bockenheimer Landstraße, die Oberlindau und den Reuterweg betreffen.
Vor allem der „Zeigefinger“ und „Ringfinger“, also Kettenhofweg und Oberlindau, waren jedoch schmale Wohnstraßen, die bisher von innerstädtischen Nutzungen unberührt waren. Auch die Bockenheimer Landstraße galt dank ihrer zahlreichen eleganten Villen als eine der schönsten und vornehmsten Straßen der Stadt. Alle drei Straßen waren also für eine massive Verdichtung durch Hochhausbebauung denkbar ungeeignet. Es war schnell absehbar, dass der Plan nur um den Preis erheblicher Stadtzerstörung umzusetzen war.
Dieser Gefährdung des durch die Kriegszerstörungen ohnehin arg geminderten architektonischen und städtebaulichen Erbes der Stadt wurde in der Stadtverwaltung wesentlich weniger Bedeutung zugemessen als in der Öffentlichkeit. Mit Verweis auf das gelungene Stadtbauprogramm Neues Frankfurt der 1920er-Jahre von Kampffmeyers Vorgänger Ernst May verfolgte man städtebaulich eine funktionalistisch orientierte Planungspolitik, die den baulichen Zeugnissen der reichhaltigen Stadtgeschichte erkennbar wenig Respekt zollte. Oberstes und ausdrücklich so benanntes Prinzip der Frankfurter Stadtplanung war seit den 1950er-Jahren zudem die autogerechte Stadt. Die zahlreichen Projekte zur Bekämpfung der Wohnungsnot beschränkten sich seit etwa 1960 nach Abschluss des Wiederaufbaus der Innenstadt und der Aufhebung der Zwangsbewirtschaftung des Wohnraums auf den Neubau von Wohnvierteln am Stadtrand, z. B. der Nordweststadt. Die Erhaltung preiswerten Wohnraums im Altbestand spielte in der Frankfurter Wohnungspolitik keine erkennbare Rolle, obwohl in der Bevölkerung ein großes Interesse an zeitgemäßer Wohnraumversorgung im angestammten Quartier bestand.
Die gesamte Bedeutung des Fingerplans für die bauliche und soziale Umgestaltung des Westends ist schwer einzuschätzen. Der Interessenkonflikt zwischen städtischer Wohnungspolitik und den Interessen der alteingesessenen Bürger entstand schon Anfang der 1960er-Jahre, und auch nach 1968 lagen viele der umstrittenen, aber genehmigten Bauprojekte außerhalb der fünf im Plan genannten Entwicklungsachsen. Auf jeden Fall trug der Plan dazu bei, die aufkommenden Proteste politisch zu legitimieren.
Besonders eine Passage des Fingerplans entfaltete eine erhebliche Wirkung: als Voraussetzung für eine hohe Ausnutzung eines Grundstücks durch den Bau eines Bürohochhauses war eine Mindestgröße von 2.000 Quadratmetern festgelegt. Private Eigentümer von Wohnhäusern versuchten daraufhin, Nachbargrundstücke zu erwerben und zu einem großen Areal zu verbinden, um dann durch Verkauf an einen Bauherren an der Wertsteigerung des Bodenpreises zu verdienen. Im ersten Jahr nach der Verabschiedung des Fingerplans kam es so zu den intensivsten Bodenaufkäufen im Westend. Nach Angaben des Frankfurter Planungsdezernates waren es sieben Einzelkäufer bzw. Käufergruppen, insgesamt weniger als 30 Personen, die einen großen Teil der Grundstücke kauften. Sie erhielten dafür von sieben Banken Kredite über mehr als eine Milliarde Deutsche Mark. Dass auch die Hessische Landesbank, die zur Hälfte dem damals sozialdemokratisch regierten Land Hessen gehörte und in deren Vorstand der Frankfurter Oberbürgermeister Rudi Arndt war, ebenfalls solche Kredite vergab, wurde von den Hausbesetzern stark kritisiert.

## Konflikte und Widerstand
Die Zerstörung des Westends durch die Immobilienspekulation nahm im Laufe der späten 1960er-Jahre bedenkliche Formen an. Die Zahl der Wohnungen nahm rapide ab, allein im Jahr 1968 ging die Zahl der Wohnräume um mehr als 4.000 zurück. Sie wurden überwiegend in Büros umgewandelt oder es wurden Wohngebäude abgerissen und durch Bürobauten ersetzt. Räume für Bürozwecke ließen sich zu deutlich höheren Mieten vermieten als zu Wohnzwecken. Dazu kam die spekulative Aussicht, von den Stadtbehörden die Genehmigung zu einem Neubau mit wesentlich höherer Fläche zu erhalten.
Die Methoden zur Vertreibung der Mieter waren drastisch. Notwendige Reparaturen wurden bewusst unterlassen, bereits entmietete Wohnungen mit sogenannten Gastarbeitern belegt. Die katastrophale Überbelegung, bei der in jedem Raum viele Menschen zusammengepfercht waren, führte zur Verwahrlosung der Wohnhäuser. Die sanitären Anlagen reichten nicht aus, Rattenplagen entstanden. Hauseigentümer machten ihre Wohnungen vorsätzlich unbewohnbar: Heizungen fielen plötzlich aus, Rohre brachen und massiver, teilweise nächtlicher Baulärm entnervte die Mieter.
Nachdem die Bewohner diesem Druck schließlich nachgegeben hatten, wurden zahlreiche bauhistorisch wertvolle Altbauten abgerissen und durch Bürogebäude im Stile der Zeit ersetzt. Vor allem die Bockenheimer Landstraße änderte ihr Bild radikal, vom ehemaligen großbürgerlichen Boulevard blieb praktisch nichts erhalten. Auch in vielen Nebenstraßen erreichten Bauspekulation, Mietervertreibung und Abriss ungeahnte Ausmaße. Innerhalb von vier Jahren halbierte sich die Einwohnerzahl des Westends auf etwa 20.000.
Erstmals in der jüngeren deutschen Bau- und Planungsgeschichte entwickelte sich im Westend jedoch Widerstand. Die Ereignisse fielen zeitlich in die allgemeine Aufbruchs- und Proteststimmung der Studentenbewegung und lösten eine Widerstandsbewegung aus, die bis in die Gegenwart reichende Folgen haben sollte, nicht nur für das Frankfurter Westend, sondern auch für das allgemeine Selbstverständnis der Stadtplanung in Deutschland.
Als eine der ersten Bürgerinitiativen gründeten rund 700 Bürger 1969 die Aktionsgemeinschaft Westend (AGW). Die AGW erklärte als Ziel, sich „für die Erhaltung einer funktionalen, sozialen und architektonischen Mischstruktur im Westend der Stadt Frankfurt einzusetzen. Sie forderte, der Umwandlung des Stadtteils vom Wohngebiet zur erweiterten City Grenzen zu setzen, der Vertreibung der vielschichtigen Bevölkerung Einhalt zu bieten und nicht noch mehr alte Bausubstanzen ohne Rücksicht auf soziale Gesichtspunkte und Stadtbildpflege zu zerstören.“ Die Kastanienbäume der Bockenheimer Landstraße, die nach den U-Bahn-Bauplänen verschwinden sollten, hielten AGW-Helfer in einer Trockenperiode demonstrativ am Leben. Mit rund 12.000 Fragebogen verschaffte die AGW sich Unterlagen über die Wohnverhältnisse im Westend und stellte sie der Stadt zur Verfügung.
Angesichts der zahlreichen trotz Wohnungsnot leerstehenden Häuser kam es im Herbst 1970 zu den ersten Hausbesetzungen in der Geschichte der Bundesrepublik in der Eppsteiner Straße 47, der Liebigstraße 20 und der Corneliusstraße 24. In diese Häuser zogen Studenten und Familien von Gastarbeitern ein. Zahlreiche Besetzungen folgten. Das leerstehende Haus im Grüneburgweg 113 war das erste Haus, das nur von Studenten besetzt wurde.
Obwohl Teile der Bewegung im Stile der Zeit und der damaligen politisch-gesellschaftlichen Strömungen eine klassenkämpferisch-linksradikale Rhetorik gegen das „Großkapital“ im Allgemeinen verfolgten, wurde der Widerstand im Westend von einer breiten Koalition völlig unterschiedlicher Betroffener und Gruppierungen getragen, die sich von der „linken Jugend“ und der sehr politischen Studentenbewegung über Kirchen und Gewerkschaften bis hin zu den betroffenen „Gastarbeitern“ und den kleinbürgerlichen Anwohnern erstreckte. Auch in der Öffentlichkeit, großen Teilen der Presse und sogar in Teilen der Regierungspartei SPD genoss die Bürgerbewegung im Westend große Sympathien.
Im Herbst 1971 beschloss die Stadtverwaltung auf Druck der Grundstückseigentümer, keine weiteren Hausbesetzungen zu dulden. Bei der polizeilich durchgesetzten Räumung des besetzten Hauses Grüneburgweg 113 kam es zur ersten von zahlreichen Straßenschlachten im Westend. Die Auseinandersetzung wurde in der Folge von beiden Seiten mit großer Härte geführt.
Eine am 5. Januar 1971 nach einer Forderung der Stadtverordnetenversammlung erlassene Veränderungssperre zur Vorbereitung eines Bebauungsplans sowie die 1972 erlassene Hessische Verordnung gegen Wohnraumzweckentfremdung führten zunächst zur Beendigung der unbegrenzten Grundstücksspekulation im Westend. Durch das Hessische Denkmalschutzgesetz vom 23. September 1974 und eine von der Aktionsgemeinschaft Westend erstellte Liste denkmalschutzwürdiger Häuser konnten zahlreiche Gebäude vor künftigen Abrissplänen geschützt werden.
Weil sehr viele Häuser und Wohnungen aus Spekulationsgründen leerstanden, für die es aber weder Abrissgenehmigungen noch Genehmigungen für eine Zweckentfremdung von Wohnraum gab, erhielt die städtische Wohnheimgesellschaft von der Stadt den Auftrag, sich um ihre zeitweilige Nutzung zu bemühen. Die Wohnheimgesellschaft verwaltete damals neunzehn Wohnheime und zwei Flüchtlingswohnheime, insgesamt 9.500 Wohnungen. Sie schloss daraufhin mit vielen Hauseigentümern zeitlich begrenzte Überlassungsverträge ab und überließ die Wohnungen denen, die dort einziehen wollten oder schon als Hausbesetzer eingezogen waren. Es liefen jedoch erhebliche Mietrückstände auf und nach Ablauf der Überlassungsverträge zogen die Bewohner oft auch nicht aus. Die Wohnheimgesellschaft erwirkte Räumungsurteile und ließ die Häuser durch die Polizei räumen.
Die Konflikte beschränkten sich nicht nur auf das Frankfurter Westend. Die Aktienbaugesellschaft für kleine Wohnungen sowie die Hellerhof AG, die überwiegend der Stadt gehörten und damals über 12.000 Altbauwohnungen besaßen, erhöhten die Mieten 1972/1973 um zwanzig bis sechzig Prozent. Diese Wohnungen waren gebaut worden, um vorwiegend Familien geringverdienender öffentlicher Bediensteter unterzubringen, Angestellte der städtischen Straßenbahn, der Müllabfuhr, Postler und Eisenbahner. In den einfachen Wohnungen, teilweise ohne Bad und noch mit Kohleöfen beheizt, hatten die Gesellschaften selten Reparaturen vornehmen lassen; dafür waren die Mieten niedrig, und die Mieter hatten oft auf eigene Kosten modernisiert. Anfänglich verweigerten 4.000 Mieter die Zustimmung zur Mieterhöhung, über 1.000 riskierten einen Prozess. Jungsozialisten und Altkommunisten aus dem Gallus-Viertel, wo die KPD vor 1933 eine Hochburg gehabt hatte, organisierten den Widerstand der Mieter in Mietervereinen.

## Nachwirkungen

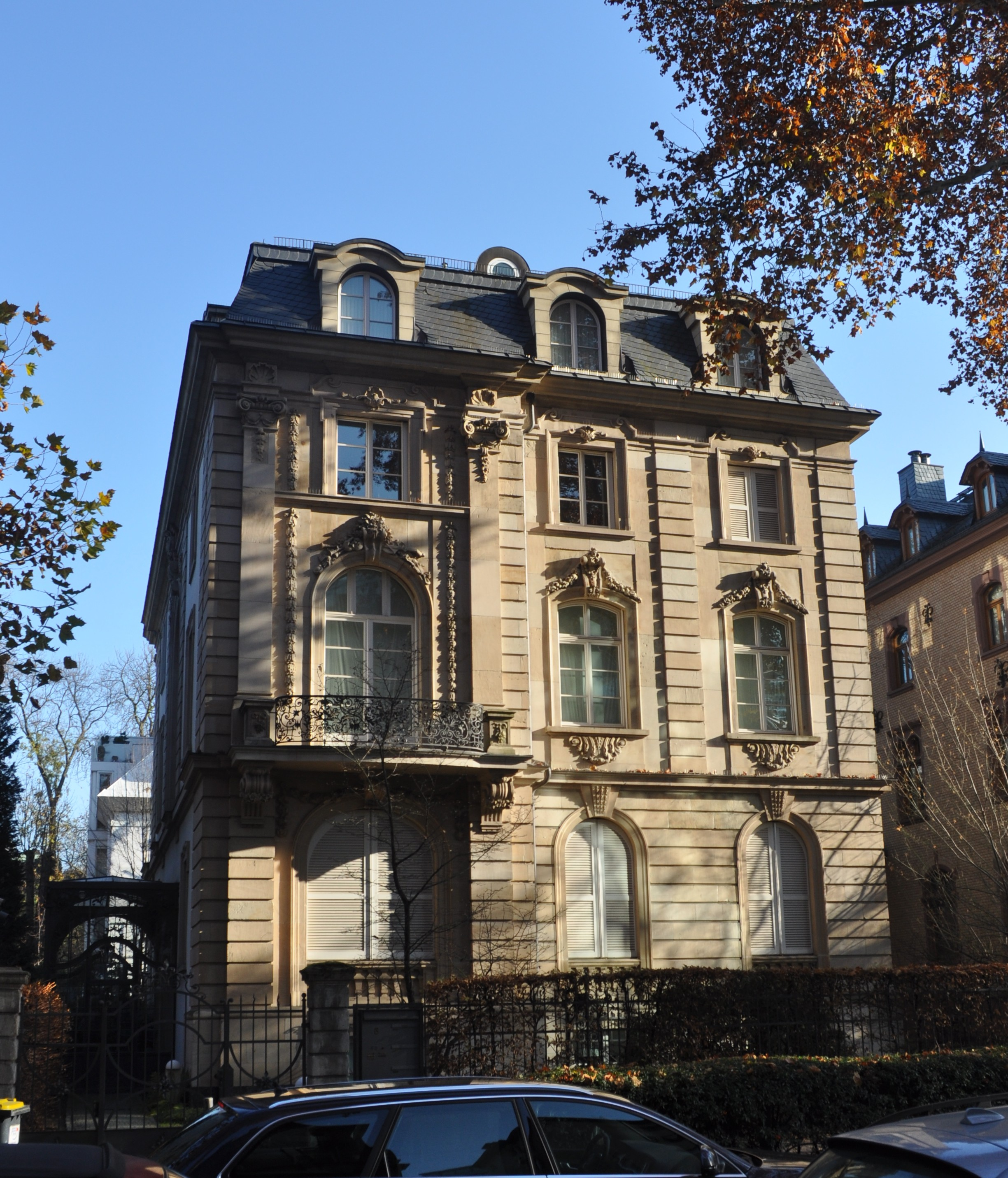
Siesmayerstraße 6, 1986 das letzte besetzte Haus in Frankfurt

Einige Beteiligte des Frankfurter Häuserkampfs erlangten später bundespolitische Bekanntheit. Auf Seiten der Hausbesetzer gehörten die späteren Grünen-Politiker Daniel Cohn-Bendit und Joschka Fischer, welche damals der Organisation Revolutionärer Kampf angehörten, zu den Wortführern. Unter den Grundstücksspekulanten spielte Ignatz Bubis eine wichtige Rolle. Bubis kaufte Häuser, die für die geplanten Neubauprojekte abgerissen werden sollten, und vermietete sie bis zur Erteilung der Baugenehmigung an Studenten. Auch Fischer wohnte zeitweise in Häusern, deren Eigentümer Bubis war. Bubis gehörte in unmittelbarer Nachbarschaft der Frankfurter Universität ein Block von vier dreistöckigen Gründerzeit-Häusern an der Ecke Bockenheimer Landstraße/Schumannstraße, der längere Zeit besetzt war und bei dessen Räumung es 1974 zu einer der größten Straßenschlachten zwischen Demonstranten und Polizei in der Geschichte der Stadt kam. Mitte 1972 hatte der Bauausschuss der Stadt den Bau eines Bürogebäudes auf diesem Grundstück genehmigt und den Bau von fünfzig Sozialwohnungen in der Altkönigstraße, wo Bubis ein weiteres Grundstück besaß, als Ersatzwohnraum zur Auflage gemacht. Dieses Gelände lag nach dem Abriss der Bebauung mangels Bauinteressenten jahrelang brach und verursachte erhebliche finanzielle Nachteile für seinen Eigentümer.
Die Hausbesetzerbewegung breitete sich schnell auf andere westdeutsche Großstädte aus. Am bekanntesten waren hier der ebenfalls durch eine neue Stadtplanung in seiner Existenz bedrohte Stadtteil Berlin-Kreuzberg, später die Konflikte um die Hamburger Hafenstraße und als vorläufig letzter Höhepunkt die Hausbesetzungen im Ostteil des wiedervereinigten Berlin zu Beginn der 1990er-Jahre, unter anderem in der Mainzer Straße.
Das letzte besetzte Haus im Frankfurter Westend, die seit 1971 besetzte Siesmayerstraße 6, wurde 1986 an den neuen Eigentümer, die Deutsche Bank, übergeben. Die Hausbesetzer hatten den geplanten Abriss verhindert und erreicht, dass die dreigeschossige Gründerzeitvilla unter Denkmalschutz gestellt wurde.
In der Stadtplanung ersetzten im Laufe der späten 1970er- und frühen 1980er-Jahre partizipative Modelle und Bürgerbeteiligung das gescheiterte technokratische und von einer Unfehlbarkeit des Planers ausgehende Planungsverständnis. Auch die gewachsene Wertschätzung historischer Bausubstanz kam ab Mitte der 1970er-Jahre durch den gesetzlich gestärkten Denkmalschutz zum Ausdruck.
Die in Frankfurt seit Kriegsende regierende SPD verlor bei den Kommunalwahlen 1977 die Macht an die bisher oppositionelle CDU, die eine absolute Mehrheit errang. Der neue Oberbürgermeister Walter Wallmann leitete eine Wiederentdeckung des historischen Stadtbilds ein, die sich unter anderem im Wiederaufbau der Alten Oper und in der Rekonstruktion der Ostzeile des Römerbergs ausdrückte.
Der Hochhausbau in Frankfurt verlagerte sich aus dem Westend auf die großen Achsen der westlichen City wie die Mainzer Landstraße und die Friedrich-Ebert-Anlage, seit dem Hochhausrahmenplan 1990 in das engere Bankenviertel beiderseits der Neuen Mainzer Straße.
Die verbliebene alte Bausubstanz im Westend konnte nach Ende des Häuserkampfs weitgehend bewahrt bleiben, die Verdrängung der alten einkommenschwächeren Wohnbevölkerung ging jedoch weiter. Dienstleister wie Banken und Anwaltskanzleien zogen statt in neugebaute Bürohäuser in die aufwendig sanierten Gründerzeitvillen, die von wohlhabenden Privatleuten teilweise auch als Wohnimmobilien genutzt werden. Die Einwohnerzahl des Stadtteils sank von 1965 bis 1987 von 40.000 auf 18.000 Menschen. Die Hessische Verordnung über Zweckentfremdung von Wohnraum von 1972 wurde 2004 aufgehoben.
Die Uraufführung des 1975 entstandenen und vom Frankfurter Häuserkampf inspirierten Theaterstücks Der Müll, die Stadt und der Tod von Rainer Werner Fassbinder am Schauspiel Frankfurt wurde am 31. Oktober 1985 von Mitgliedern der Jüdischen Gemeinde Frankfurt und anderen Demonstranten verhindert, indem sie die Bühne besetzten und Schauspieler und Publikum in Diskussionen verwickelten, so dass die Vorstellung schließlich abgebrochen wurde. Die Protestierenden glaubten in der Hauptfigur des Stückes, einem reichen jüdischen Immobilienspekulanten, Ignatz Bubis wiederzuerkennen, der damals Vorsitzender der Frankfurter Gemeinde und Direktoriumsmitglied des Zentralrats der Juden in Deutschland war. Dem 1982 verstorbenen Fassbinder wurden posthum antisemitische Einstellungen vorgeworfen. Erst am 1. Oktober 2009 konnte schließlich im Theater an der Ruhr in Mülheim an der Ruhr die deutsche Erstaufführung in einer leicht gekürzten Fassung stattfinden. Dem Fassbinder-Stück lag Gerhard Zwerenz’ Roman Die Erde ist unbewohnbar wie der Mond von 1973 zugrunde, der bereits die Stereotype des reichen jüdischen Immobilienspekulanten einführte. Dies wurde als Anspielung auf Bubis verstanden und löste bei Erscheinen ähnliche Vorwürfe aus wie später Fassbinders Theaterstück.
Die Aktionsgemeinschaft Westend erhielt 1973 als vorbildliche Bürgerinitiative die Theodor-Heuss-Medaille überreicht, ihr Hauptinitiator und langjähriger stellvertretender Vorsitzender Otto Fresenius das Bundesverdienstkreuz am Bande.

## Wohnhäuser, die wieder Wohnzwecken zugeführt wurden
- Bockenheimer Landstraße 94/96
- Bockenheimer Landstraße 111/113 und Schumannstraße 69/71 (der „Block“)
- Eppsteiner Straße 47
- Freiherr-vom-Stein-Straße 18
- Ginnheimer Landstraße 181
- Guiollettstraße 56
- Heidestraße 11/13
- Leipziger Straße 3
- Niedenau 46, sowie Zimmerweg 13, 15 und 17
- Niedenau 51
- Niedenau 57
- Niedenau 59
- Schubertstraße 27
- Siesmayerstraße 3
- Siesmayerstraße 6
- Ulmenstraße 18